# Mapleton-Falls-Nationalpark
Der Mapleton-Falls-Nationalpark (engl.: Mapleton Falls National Park) ist ein Nationalpark im Südosten des australischen Bundesstaates Queensland.

## Lage
Er liegt 95 Kilometer nördlich von Brisbane und zehn Kilometer westlich von Nambour in der Blackall Range.
Der Park ist von Brisbane aus auf dem Bruce Highway (Ausfahrt Nambour) erreichbar. Dort biegt man nach Westen auf die Straße nach Mapleton ab, das nach elf Kilometern erreicht wird. Auf der Obi Obi Road erreicht man nach drei weiteren Kilometern den Park.
Etwas nördlich liegt der 2011 gegründete Mapleton-Nationalpark, der mit fast 65 Quadratkilometern um ein Vielfaches größer ist, zwei Kilometer südlich befindet sich der Kondalilla-Nationalpark.

## Geschichte
Der Wasserfall Mapleton Falls wurde 1938 zur Forest Reserve erklärt. 1973 wurde das Gebiet zum Nationalpark umgewidmet.

## Landesnatur
An der Westseite der Blackall Range stürzt das Wasser des Pencil Creek 120 Meter über die Mapleton Falls in die Tiefe. Der Pool des Wasserfalls ist von Basaltsäulen umgeben, die von vulkanischen Aktivitäten in der Gegend vor 25 Millionen Jahren zeugen.

## Flora und Fauna
Im kleinen Nationalpark gibt es subtropischen Au-Regenwald und lichten Eukalyptuswald.
Langschwanz-Fruchttauben (engl. Wompoo Fruit Doves) und im Sommer auch Frösche bevölkern Bach und Wald.

## Einrichtungen
Das Zelten im Park ist nicht gestattet. Der Sunshine Coast Hinterland Great Walk, ein 58 Kilometer langer Fernwanderweg, führt durch den Park. Daneben gibt es zwei kürzere, angelegte Wanderwege, den Mapleton Falls Lookout Walk (50 Meter) und den Wompoo Circuit Walk (1,3 Kilometer).